# NHK World Premium
NHK World Premium (tiếng Nhật: NHKワールド・プレミアム) là kênh truyền hình đài truyền hình NHK. Kênh truyền hình này hướng tới người Nhật hải ngoại và người nước ngoài, phát sóng thông qua các nhà cung cấp dịch vụ truyền hình đăng ký trả tiền trên thế giới. Mục đích phát sóng của kênh NHK World Premium là truyền tải nội dung truyền hình do đài NHK sản xuất cho khán giả quốc tế và tất cả đều được phát song song hoặc đã được chiếu trước đó trên các kênh truyền hình trong nước của đài NHK như NHK General TV, NHK Educational TV, NHK BS1, NHK BS Premium, NHK BS4K và NHK BS8K

## Chương trình truyền hình
- Food
- AKB48 Show!
- Everyday Tips
- Fudoki
- Fun with English
- Go Focus
- Good Morning, Japan
- International News Report
- Mini Program
- Morning Market
- News & Weather (phát sóng cùng kênh NHK General TV)
- News Watch 9
- NHK News
- NHK News 7
- NHK Premap
- Giải bóng chày chuyên nghiệp Nhật Bản
- Kōhaku Uta Gassen
- Science for Everyone
- Shounen Club
- Sports Plus
- Utacon
- With Mother
- World Weather